# Сеть государственных шоссе (Новая Зеландия)

Эмблема государственного шоссе Новой Зеландии.

Се́ть госуда́рственных шоссе́ Но́вой Зела́ндии (англ. New Zealand State Highway network) — основная национальная сеть автодорог в Новой Зеландии. Чуть менее 100 автодорог на Северном и на Южном островах являются государственными шоссе. Все государственные шоссе находятся в ведении Транспортного агентства Новой Зеландии. Протяжённость сети государственных шоссе составляет около 11 000 километров, из которых 5981,3 км дорог проложено на Северном острове, и 4924,4 км — на Южном.
Дороги были первоначально классифицированы с использованием двухуровневой системы: национальные (SH 1-8) и провинциальные. К национальным шоссе предъявлялись более высокие требования, и они имели более высокие приоритеты финансирования. В настоящее время все шоссе являются государственными. Сеть государственных шоссе состоит из автомагистрали SH 1, проходящей с севера на юг по двум островам, шоссе SH 2-5 и 10-58 на Северном острове и шоссе SH 6-8 и 60-99 на Южном острове, пронумерованных по направлению с севера на юг. Государственные шоссе помечаются знаками в виде красного щита с белыми цифрами (бывшие провинциальные шоссе отмечались синими знаками той же формы). На дорожных картах государственные шоссе отмечаются так же.
1,8 % дорожной сети (199 км) представляют собой разноуровневые четырёхполосные магистрали, по которым проходит 10 % всего траффика. Основная сеть государственных шоссе представляет собой двухполосные автодороги с одной полосой движения в каждую сторону.

## История

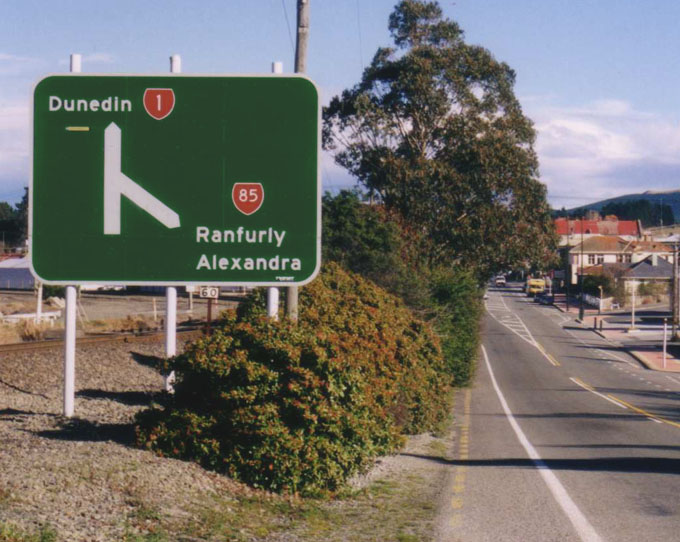
Типичный указатель направлений: автомагистраль 1 и шоссе 85 соединяются в Палмерстон (Новая Зеландия), Отаго.

Поначалу все автодороги находились в ведении местных органов власти. Идея национальной сети автомобильных дорог появилась в начале XX века, когда был принят ряд законодательных актов, позволяющих обозначить основные транспортные магистрали (в 1922 году) и государственные шоссе (в 1936 году). Национальное управление дорог (англ. National Roads Board), одно из подразделений Министерства труда, стало ответственным за состояние сети государственных шоссе.
С 1989 по 2008 годы ответственность за состояние сети государственных шоссе была возложена на государственную компанию Transit New Zealand. В 1996 году финансирование дорожной сети перестало быть одной из оперативных функций компании. Для этих целей была создана компания Transfund New Zealand, объединившаяся затем с Управлением безопасности на наземном транспорте (англ. Land Transport Safety Authority) с образованием компании Land Transport New Zealand (с англ. Наземный транспорт Новой Зеландии). Это было сделано для того, чтобы финансирование государственных шоссе рассматривалось на той же основе, что и финансирование дорог, находящихся в подчинении местных и региональных советов. В августе 2008 года Transit New Zealand и Land Transport New Zealand объединились и стали Транспортным агентством Новой Зеландии (англ. NZ Transport Agency).
Каждые пять лет Транспортное Агентство Новой Зеландии рассматривает вопрос о расширении или сужении существующей дорожной сети в соответствии с изменением транспортных потоков, развитием промышленности, туризма и строительства. Так, автодороги около Тауранги и Нейпира / Хейстингса в последние годы претерпели значительные изменения.

## Километровые указатели

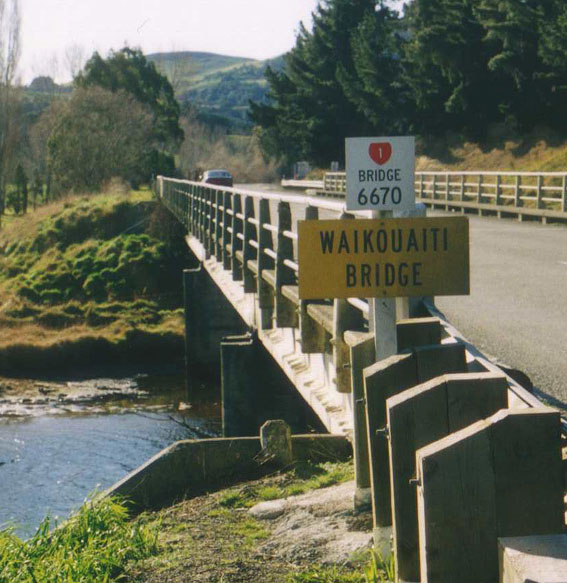
Государственное шоссе 1 пересекает Уаикоуаити в Отаго, в 667 километрах от Пиктона.

Вдоль государственных шоссе на нерегулярной основе размещаются указатели, на которых указано расстояние в километрах от начала шоссе. До недавнего времени на всех мостах дорожной сети на каждом конце размещался небольшой указатель, показывающий, как правило, в виде дроби расстояние в километрах от начала шоссе до последнего километрового указателя и расстояние от него до моста с точностью до 10 метров. Так, например, указатель 237/14,12 обозначал бы, что этот мост находится в 14,12 км от последнего километрового указателя, а тот, в свою очередь, расположен в 237 километрах от начала шоссе. Примерно в 2004 году эти указатели были заменены новыми. На этих указателях указано одно число для каждого моста, отражающее расстояние в сотнях метров от начала шоссе. Так, мост из примера выше, получил бы номер 2511, обозначающий, что он находится в 251,1 км от начала шоссе. Съезды и выезды на автомагистрали пронумерованы так же.
Таким образом, путешественники могут достаточно точно оценить своё местоположение, а дорожные службы — чётко идентифицировать каждый мост или развязку.
Иногда и нумерация домов в сельской местности производится на той же основе. Так, например, дом 1530 находится в 153 км от начала шоссе.

## Транспортный поток
По состоянию на 2006 год, наиболее загруженным был участок шоссе 1 (SH1) к югу от Оклендской развязки, неподалёку от виадука Ньюмаркет, с транспортным потоком в 200 000 ед. транспорта (в совокупности в обе стороны) ежедневно. Наименее загруженным (без учёта съездов/выездов на магистрали) был участок шоссе 43 (SH43) к северо-востоку от Уангамомоны, с транспортным потоком менее чем 120 ед. техники в обе стороны ежедневно.

## Безопасность
В начале 2008 года компания Transit New Zealand (в настоящее время — Транспортное агентство Новой Зеландии) в ассоциации с правительственными агентствами и Новозеландской автомобильной ассоциацией представило программу оценки дорог KiwiRAP. Эта программа, основанная на зарубежном опыте, классифицирует государственные шоссе Новой Зеландии по уровню безопасности отдельных участков. Вся сеть государственных шоссе разбита на 172 участка, протяжённостью от 2,4 км до 318 км. Каждый участок оценивается по уровню индивидуального и общественного риска, на основе данных о дорожно-транспортных происшествиях и плотности транспортного потока.
- Оценка индивидуального риска основывается на вероятности того, что отдельный водитель попадёт в дорожно-транспортное происшествие на выбранном участке дороги. По состоянию на 2008 год, тремя наименее безопасными участками сети государственных шоссе с точки зрения индивидуального риска были участки шоссе 62 от Спринг-Крик[англ.] до Ренвика[англ.], шоссе 37 до пещер Вайтомо[англ.] и шоссе 94 от Те-Анау до Милфорд-Саунд[3].
- Оценка общественного риска основывается на общем количестве дорожно-транспортных происшествий на выбранном участке дороги. Иногда при этой оценке участки дорог с большим трафиком, сами по себе достаточно безопасные, становятся аутсайдерами статистики. По состоянию на 2008 год, тремя наименее безопасными участками с точки зрения общественного риска были участки шоссе 2, от Нейпира до Хейстингса, от Маунт-Маунгануи[англ.] до Паенгароа[англ.] и от Бэй-Вью[англ.] до Нейпира[3].

Обе категории оценки используются для информирования водителей об опасных участках дорог, а также контролирующими органами в целях определения приоритетов обслуживания и повышения безопасности.

## Отдельные участки

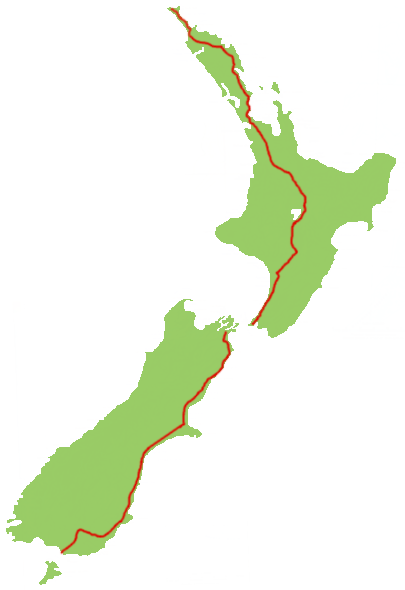
Государственное шоссе 1.

### Государственное шоссе 1
Основная статья: Государственное шоссе 1 (Новая Зеландия)
Государственное шоссе 1 (англ. State Highway 1) можно рассматривать как единое шоссе, следующее по всей длине основных островов, с паромным сообщением через пролив Кука. Шоссе соединяет пять из семи крупнейших городов и является наиболее загруженным шоссе Новой Зеландии.

### Туристические маршруты
Многие участки государственных шоссе позиционируются Транспортным Агентством Новой Зеландии и местными дорожными службами как туристические маршруты. Они соответствующим образом отмечаются на дорожных указателях. Каждый маршрут посвящён какой-либо «теме». На одном участке шоссе не может быть более одного туристического маршрута. Туристическими маршрутами считаются:
- Twin Coast Discovery Highway — замкнутый маршрут по регионам Окленд и Нортленд.
- Pacific Coast Highway — маршрут, следующий по северо-восточному побережью Новой Зеландии между Оклендом и Нейпиром.
- Thermal Explorer Highway — маршрут между Оклендом и Нейпиром, следующий через область активных геотермальных источников на Северном острове.
- Surf Highway — альтернативное наименование шоссе 45 (SH45), идущего от Нью-Плимута до Хаверы[англ.]. Названо так ввиду наличия большого количества мест для сёрфинга вдоль береговой линии региона Таранаки.
- Classic New Zealand Wine Trail — маршрут по винодельческим регионам Новой Зеландии, от Нейпира до Бленема, через Хейстингс, Вудвилл[англ.], Мастертон[англ.], Мартинборо[англ.], Веллингтон и Пиктон. Между Веллингтоном и Пиктоном действует паромная переправа.
- Alpine Pacific Triangle — замкнутый маршрут на участках шоссе 1, 7 и 10, следующий по популярным туристическим направлениям в Ханмер-Спрингс[англ.], Каикоуру и Уаипару[англ.].
- Foothills Scenic Route — ранее известный как шоссе 72 (SH72), маршрут следует от Эмберли[англ.] и Вуденда[англ.] до Уинчестера[англ.], неподалёку от Тимару. Этот маршрут проходит по Кентерберийской равнине до предгорий Южных Альп.
- Great Alpine Highway — шоссе 73, идущее от Крайстчерча в Кентербери через Артурс-Пасс в Южных Альпах до Кумара-Джанкшен на Западном побережье.
- Southern Scenic Route[англ.] — маршрут, идущий вдоль южного побережья Южного острова от Данидина через Катлинс[англ.], Инверкаргилл и Ривертон[англ.] до Те-Анау.